# Fischersche Indolsynthese
Die Fischersche Indolsynthese (auch Fischer-Indol-Synthese) ist eine Namensreaktion der Organischen Chemie, die zuerst 1883 von Emil Fischer beschrieben wurde. Die Synthese dient zur Herstellung von Indolen. Dies geschieht durch das Erhitzen von Hydrazinen und Ketonen (oder Aldehyden) in Gegenwart eines sauren Katalysators:

## Reaktionsmechanismus
Der Mechanismus, der zuerst von G. M. Robinson und R. Robinson beschrieben wurde, besteht aus mehreren Schritten. Im ersten Schritt reagiert Phenylhydrazin 1 mit einem Keton (bzw. Aldehyd). Dabei bildet sich das Phenylhydrazon 6 unter Wasserabspaltung. 6 und das Enamin 7 stehen in einem tautomeren Gleichgewicht. Es folgt darauf eine [3,3]-sigmatrope Umlagerung (genauer gesagt eine 3,4-Diaza-Cope-Umlagerung). Dieses bewirkt die Knüpfung einer C-C-Bindung unter Bildung der chinoiden Verbindung 8. Dann folgt die Rearomatisierung, wobei ein aromatisches Amin 9 entsteht. Nach einem internen, nucleophilen Angriff bildet sich ein Aminal 10. Nach der säurekatalytischen Abspaltung von Ammoniak und einer Deprotonierung, entsteht dann das gewünschte Indol 13.